# Ulaanbaatarski sajam knjiga

Sajam knjiga Ulan Bator organizira se svake godine u svibnju tijekom proljeća i u rujnu tijekom jeseni. 
Na ovoj manifestaciji sudjeluje više od 300 autora i više od 120 izdavačkih kuća i srodnih organizacija. Ovaj događaj organiziraju kulturni odjel grada i Ministarstvo obrazovanja. Ovaj sajam knjiga omogućuje čitateljima, da se upoznaju s najnovijim knjigama, upoznaju autore i prisustvuju njihovim razgovorima o knjigama, da se umreže i prošire svoje kulturno iskustvo knjige.